# Zapletka kieliszkowata

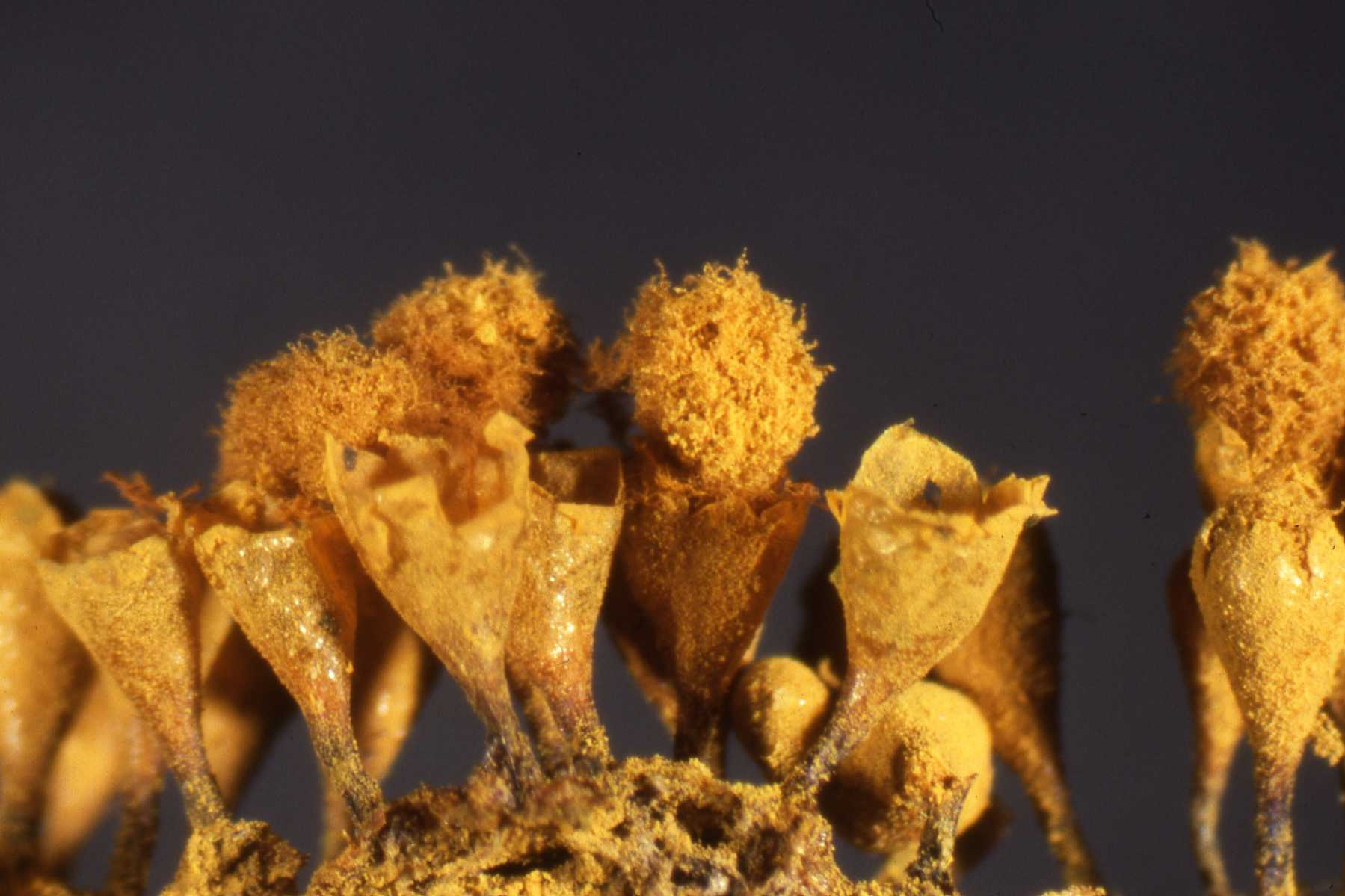
Zarodnie na trzonkach i wydobywająca się z nich włośnia z zarodnikami

Zapletka kieliszkowata (Hemitrichia calyculata (Speg.) M.L. Farr.) – gatunek śluzowców.

## Systematyka i nazewnictwo
Pozycja w klasyfikacji według Index Fungorum: Trichiaceae, Trichiida, Incertae sedis, Myxogastrea, Mycetozoa, Amoebozoa, Protozoa.
Nazwa polska na podstawie opracowania. Niektóre synonimy nazwy naukowej:

- Arcyria stipitata (Massee) Massee1892
- Hemiarcyria calyculata Speg. 1880
- Hemiarcyria stipitata Massee 1889
- Hemitrichia stipitata (Massee) T. Macbr. 1899
- Hyporhamma calyculatum (Speg.) Lado 2001

## Morfologia
Plazmodium żółte, podczas wytwarzania zarodni staje się czerwone. Zarodnie o wysokości 1,5–3 mm i szerokości 1–3 mm, wyrastające na krótkich trzonkach o długości do 1,5 mm (długość trzonka nie przekracza 1/2 wysokości zarodni). Zarodnie mają pucharkowaty kształt i ciemnożółty kolor, trzonki są ciemniejsze – mają barwę od czerwonobrązowej do czarnej. Wewnątrz zarodni znajduje się włośnia i masa zarodników. Nitki włośni mają grubość 5–7μm i są spiralnie skręcone, tworząc 4–5 skrętów. Zarodniki są jasnożółte, o drobnokolczastej i delikatnie siatkowanej powierzchni. Mają średnicę 7–8 μm. Wydostają się na zewnątrz przez szeroki otwór na szczycie pucharkowatej zarodni. Pozostała po wydostaniu się zarodników błoniasta okrywa długo jeszcze utrzymuje się na podłożu (wraz z trzonkiem). Leżnia (hypothallus) jest okrągława lub nieregularna i ma barwę ciemno-czerwono-brązową.

## Występowanie i siedlisko
Gatunek kosmopolityczny. Występuje na obszarach o klimacie umiarkowanym i ciepłym na wszystkich kontynentach poza Antarktydą, bardziej licznie w rejonach świata o klimacie tropikalnym. Rozwija się na rozkładającym się drewnie, rzadziej na korze, zarówno drzew liściastych, jak i iglastych. Zazwyczaj występuje licznie, w mniejszych lub większych grupach.

## Gatunki podobne
Bardzo podobna jest zapletka maczugowata (Hemitrichia clavata). Pewne rozróżnienie tych gatunków możliwe jest tylko przez mikroskop. Zapletka kieliszkowata odróżnia się budową włośni (nierozgałęziona i bez kolców), wielkością i powierzchnią zarodników (kolczasta).